# Équipe de Russie de beach soccer
L'équipe du Russie de beach soccer est une sélection qui réunit les meilleurs joueurs russes dans cette discipline.

## Histoire

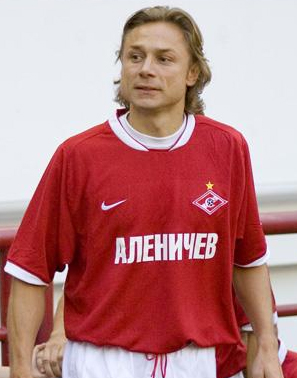
Valeri Karpine, un des premiers russes international de beach soccer.

Lorsque Nikolaï Pissarev arrive à la tête de la toute neuve équipe de Russie de beach soccer en 2005 il est de suite fasciné par la pratique et n'hésite pas à prendre l'avion et se rendre directement au siège de la Beach Soccer Worldwide, à Barcelone, afin de discuter des possibilités d'intégrer l'équipe nationale russe dans le circuit BSWW. Il ne reste qu'à construire une équipe et pour cela Pisarev compte sur ses relations espagnole et fait venir les Mostovoi, Karpine, Nikiforov, Popov ou encore Kiriakov pour l'Euro Beach Soccer League qui se déroule à Majorque. En décembre de cette même année 2005, la Russie accueille sa première Euro Beach Soccer Cup, le pays termine à la seconde position et une défaite face à la Suisse en finale. Dans la construction de cette équipe, l'entraîneur découvre déjà quelques-uns des talents de demain comme Ilya Leonov, Andreï Boukhlitski, Iegor Chaïkov et Anton Shkarin.
Après l'Euro Beach Soccer League de 2010 à Moscou, Pisarev devient le nouveau directeur sportif de l'Union russe de football et il est également nommé comme sélectionneur de l'équipe nationale espoirs en novembre. Mikhaïl Likhatchev le remplace à la tête de l'équipe de beach soccer.
Depuis sa première participation à la Coupe du monde de Beach en 2007, la Russie connait une progression fulgurante, au point de remporter le titre mondial en 2011. Neuvièmes à l'issue de leur première apparition, les Russes finissent aux 6e et 7e places lors des deux éditions suivantes. La Sbornaja franchi un palier important à Ravenne où, à la surprise générale, elle remporte ses six matches pour décrocher le premier titre mondial de son histoire. Cette évolution se fait également sentir au niveau continental. La Russie remportant l'Euro Beach Soccer Cup en février 2012, avant de boucler l'Euro Beach Soccer League 2012 en 2e position.

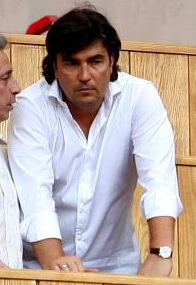
Pissarev en 2010, année de son départ de la tête de la sélection.

En 2012, la Russie remporte son quatrième trophée en deux ans et sa seconde Coupe Intercontinentale après le titre de champion du monde 2011, l'Euro Beach Soccer League 2011 et la Coupe Intercontinentale 2011. En finale, les Russes s'imposent contre le Brésil sur le score de 7-4 devant plus de 8 000 personnes.
Lors des qualifications pour la Coupe du monde 2013, la défaite concédée face à la Pologne au premier tour vient rappeler que les hommes de Mikhail Likhachev ne sont pas invincibles, surtout si la concentration n'est pas au rendez-vous. Les Russes redorent leur blason en huitième de finale, aux dépens de la Suisse. La Sbornaja profite également de la 2e phase de groupes pour confirmer son statut de géant du beach soccer européen même si la défaite concédée à l'Espagne en finale vient ternir cet excellent parcours. Le sélectionneur Mikhail Likhachev possède un effectif de premier plan, qui allie sens du collectif et talent individuel. Le gardien Andreï Boukhlitski fait partie des meilleurs spécialistes à son poste et Alekseï Makarov marque pratiquement un but à chaque sortie. Si la Russie fait partie des favoris de Tahiti 2013, ce n'est pas uniquement en raison de statut de tenante du titre. Les Russes ont les moyens de renouveler l'exploit réalisé à Ravenne.
La Russie est championne du monde pour la deuxième fois d'affilée en 2013. Mais pendant tout le tournoi, les tenants du trophée doivent batailler ferme pour conserver leur titre. Ils remportent deux matches sur la plus petite des marges et en demi-finale contre Tahiti, ils sont menés à trois minutes du terme. L'expérience acquise deux ans plus tôt donne visiblement un supplément de confiance essentiel à la Sbornaja. En finale contre l'Espagne, la Russie ne laisse que peu de place au suspense. Le premier acte est un long round d'observation sans but, où Iegor Chaïkov signe l'action la plus chaude, mais manque de réalisme. Les champions du monde prennent alors les choses en main dès l'entame de la deuxième période avec une l'ouverture du score d'Anton Shkarin. L'Espagne tentait de réagir mais Kirill Romanov puis Yury Krashenninnikov enfoncent le clou sur deux contres assassins. C'est finalement Llorenç Gomez qui marque le premier but espagnol d'une superbe reprise de volée. Malheureusement pour la Roja, ce fut la dernière fois que les filets russes tremblaient. Intraitable en défense, la Sbornaja trouve à nouveau la faille à deux reprises dans le dernier acte par Krashenninnikov, puis par Dmitrii Shishin, meilleur buteur du tournoi, à quelques secondes du coup de sifflet final (5-1).

## Palmarès
| Compétitions mondiales | Compétitions continentales |
| --- | --- |
| - Coupe du monde (3) - Vainqueur en 2011, 2013 et 2021 - 3e en 2015 et 2019 - Coupe intercontinentale (3) - Vainqueur en 2011, 2012 et 2015 - Finaliste en 2013, 2014 et 2018 - 3e en 2016 | - Euro Beach Soccer League (4) - Vainqueur en 2009, 2011, 2013 et 2014 - Finaliste en 2012 - 3e en 2007, 2008 et 2010 - Euro Beach Soccer Cup (2) - Vainqueur en 2010 et 2012 - Finaliste en 2005 - Tournoi qualificatif à la Coupe du monde - Finaliste en 2009 et 2013 - 3e en 2008 et 2011 - Jeux européens - Vainqueur en 2015 |

## Personnalités

### Record de sélections
Joueurs importants de la sélection russe :

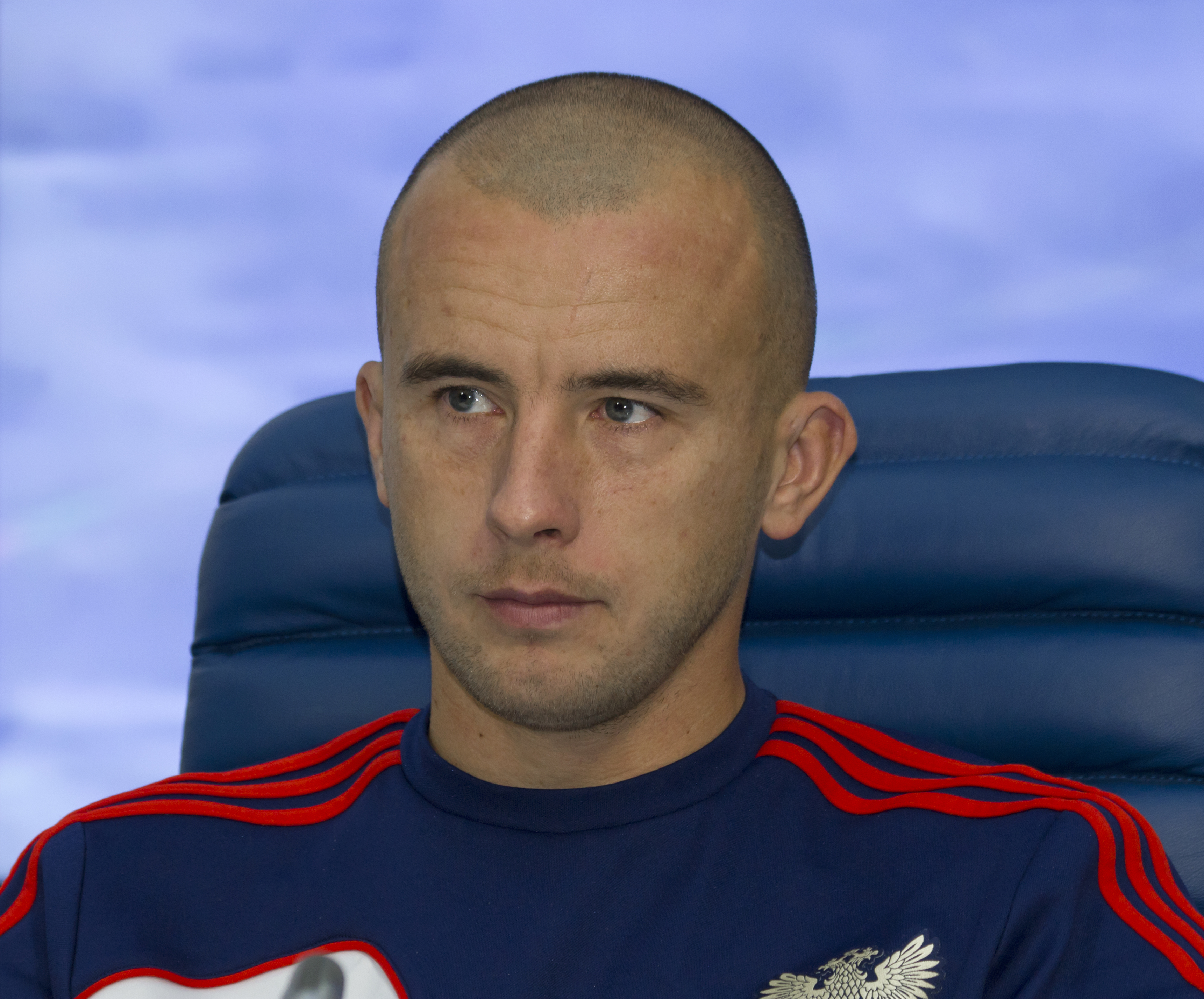
Anton Shkarin en 2013.

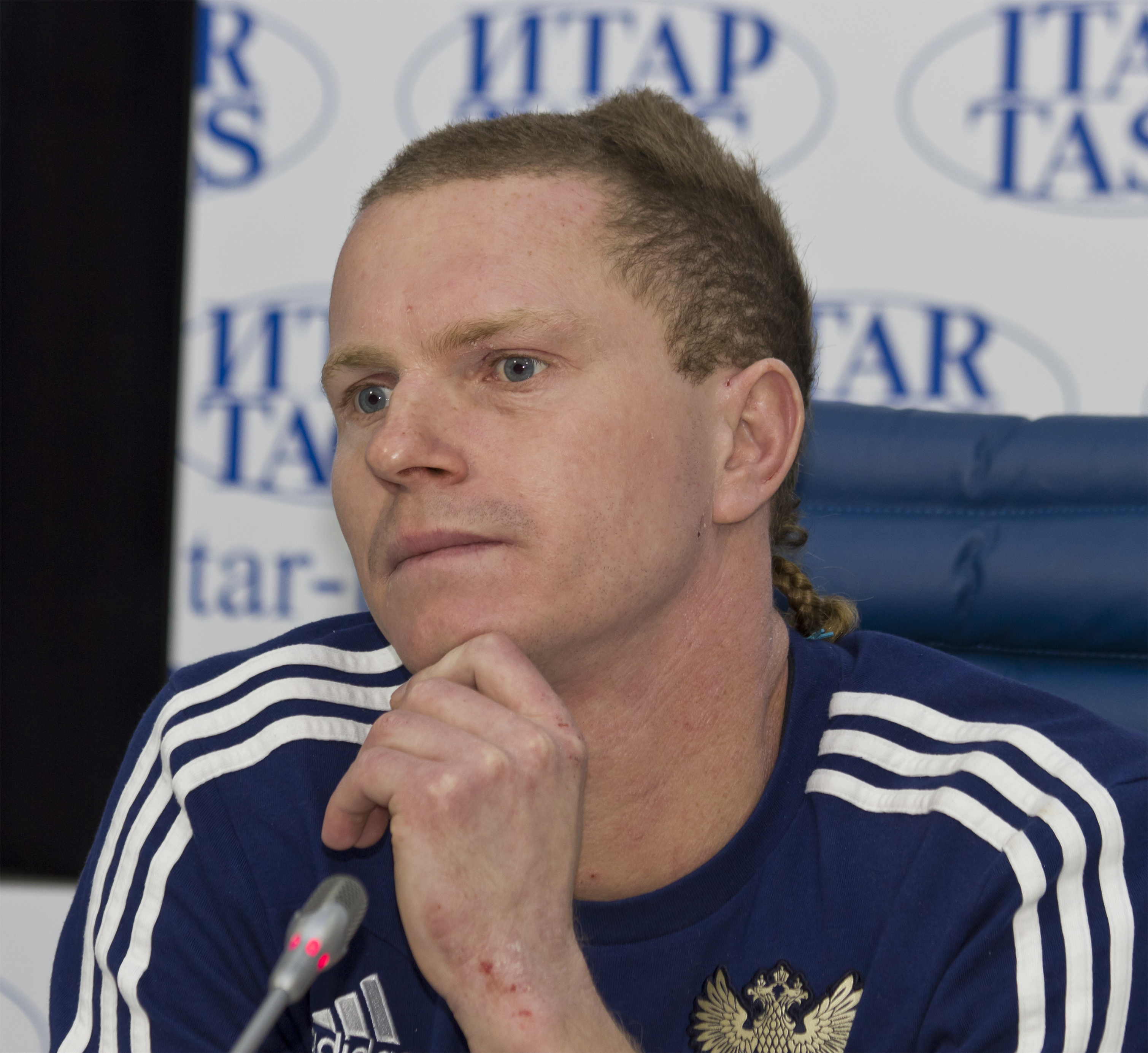
Andreï Boukhlitski en 2013.

| Nom                 | Poste          | Sélections (buts) |
| ------------------- | -------------- | ----------------- |
| Anton Shkarin       | Défenseur      | 110 (25)          |
| Ilya Leonov         | Défenseur      | 108 (91)          |
| Andreï Boukhlitski  | Gardien de but | 108 (?)           |
| Alekseï Makarov     | Ailier         | 98 (61)           |
| Yuri Gorchinskiy    | Défenseur      | 95 (49)           |
| Iegor Chaïkov       | Pivot          | 87 (89)           |
| Yuri Krasheninnikov | Défenseur      | 54 (34)           |

### Anciens joueurs

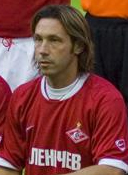
Aleksandr Mostovoï

- Ildar Aliev
- Aleksandr Filimonov
- Valeri Karpine
- Aleksandr Mostovoï
- Youri Nikiforov
- Vladimir Pavlikov

### Sélectionneurs
- 2005-2010 :  Nikolaï Pissarev
- Depuis 2010 :  Mikhail Likhachev

### Effectif actuel
Effectif retenu pour la Coupe du monde 2013 :
| N° | Nom                 | Poste      |
| -- | ------------------- | ---------- |
| 1  | Andreï Boukhlitski  | Gardien    |
| 2  | Yuri Gorchinskiy    | Défenseur  |
| 3  | Kirill Romanov      | Défenseur  |
| 4  | Alekseï Makarov     | Ailier     |
| 5  | Yuri Krasheninnikov | Défenseur  |
| 6  | Dmitry Shishin      | Ailier     |
| 7  | Anton Shkarin       | Défenseur  |
| 8  | Ilya Leonov         | Défenseur  |
| 9  | Iegor Chaïkov       | Pivot      |
| 10 | Anatoliy Peremitin  | Pivot      |
| 11 | Egor Eremeev        | Pivot      |
| 12 | Danila Ippolitov    | Gardien    |
|    | Mikhail Likhachev   | Entraineur |